# Diagnóstico genético pré-implantação
O DGPI acrónimo de Diagnóstico Genético Pré-Implantação (pré implantacional ou pré-implantatório) é um método de diagnóstico pré-natal utilizado em técnicas de reprodução medicamente assistida e que visa prevenir a transferência de embriões portadores de graves doenças génicas, por ex. a PAF (doença dos pezinhos), ou cromossómicas, por exemplo a trissomia 21 (mongolismo).

## Obtenção das células
As células necessárias à realização do DGPI são obtidas geralmente no terceiro dia de desenvolvimento do embrião em que este possui entre seis e doze células. Destas são recolhidas por biópsia uma a duas células que se destinam a ser analisadas.

## Técnica
São utilizadas duas técnicas de DGPI: a FISH (Fluorescence in situ  hibridization) para detecção de patologias cromossómicas e a PCR (Polimerase Chain Reaction) para detecção de patologias génicas.

## Casos na história
O primeiro bebé sem gene cancerígeno é uma menina londrina. Foi retirado o gene BRCA1, o qual quando mutado pode ser um causador de câncer de mama e ovário. As três últimas gerações da família da criança tinham diagnóstico de câncer.